# Cécily
 (février 2019).
Cécily est une illustratrice et un auteur de bandes dessinées française née le 9 septembre 1975 à Abbeville.

## Biographie
Elle fait tout d'abord des études de scénographie et de dramaturgie à Bruxelles avant de travailler plusieurs années dans divers ateliers de construction de décors et réalisations de costumes. En 2005 elle abandonne le théâtre et se fait connaître à travers son blog BD et publie deux albums chez Albin Michel.
Elle publie également des strips dans le journal Spirou depuis 2007, et réalise des couvertures pour divers albums de musique.
À partir de 2009 elle entame une collaboration avec Jampur Fraize, Jeff Pourquié, Jurg et Mezzo au travers du collectif Wild Inks qui propose des expositions et des concerts (Liège, Tournai, Paris, Antibes, Saint Malo, Marseille ...)
Depuis les années 90, elle est à l'origine d'illustrations et installations autour des thèmes du Vaudou, des Tarots, du Spiritisme, du folklore russe. Elle réalise également, depuis 2009 des broderies.

## Œuvres
- Au Secours Je Ne Vois Plus Rien !! - Les Aventures de Lovely Goretta - 2006, Éditions Albin Michel
- De l'Amour Filial en Général et de mon Papa en Particulier - 2007, BD écrite à quatre mains avec  l'auteur Bidoch' (qui n'est autre que son père). Albin Michel
- Sans les Mecs - 2008, Glénat
- Euclide - 2012, Éditions Même Pas Mal